# NGC 2798
NGC 2798 ist eine Balkenspiralgalaxie im Sternbild Luchs. Sie ist rund 77 Millionen Lichtjahre von der Milchstraße entfernt und bildet gemeinsam mit NGC 2799 ein wechselwirkendes Paar (Arp 283). Halton Arp gliederte seinen Katalog ungewöhnlicher Galaxien nach rein morphologischen Kriterien in Gruppen. Dieses Galaxienpaar gehört zu der Klasse Doppelgalaxien mit Einströmung und Anziehung.
NGC 2798 wurde am 14. Januar 1788 von dem deutsch-britischen Astronomen Wilhelm Herschel entdeckt.